# مارگاریتا روخکیان
مارگاریتا آشوتی روخکیان (ارمنی: Մարգարիտա Աշոտի Ռուխկյան؛  ۷ نوامبر ۱۹۳۷) یک موسیقی‌شناس اهل ارمنستان است. ووی از سال میلادی تاکنون مشغول فعالیت بوده است.

## زندگی‌نامه
وی در ۷ نوامبر ۱۹۳۷ در ایروان به دنیا آمد و از مدرسه موسیقی چایکوفسکی ایروان کنسرواتوار دولتی کومیتاس ایروان فارغ‌التحصیل شد. آشوت روخکیان پدر و کارن کالانتار همسر می‌باشند وی همچنین برندهٔ جوایزی همچون چهره هنری شایسته جمهوری ارمنستان شده است.

## یادداشت
1. ↑  արվեստագիտության դոկտոր